# 密蘇里鏢鱸
密蘇里鏢鱸為輻鰭魚綱鱸形目鱸亞目河鱸科的其中一種，分布於美國Missouri Ozarks流域，體長可達9公分，棲息在流速快、礫石底質的溪流。